# Satsuma-Rebellion

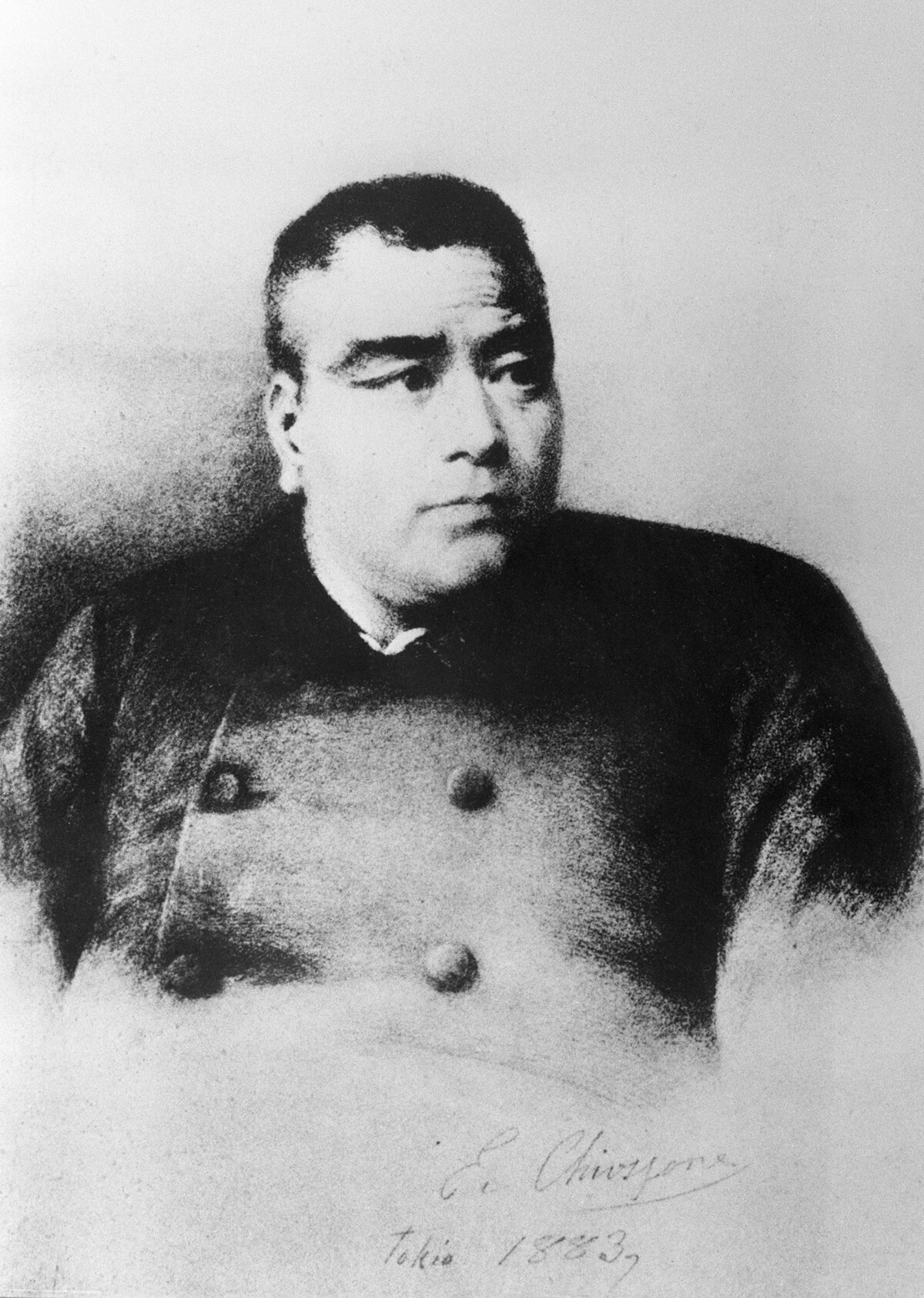
Saigō Takamori, Conté-Zeichnung von Edoardo Chiossone (1828–1877)

Feldzüge und Kämpfe während der Satsuma-Rebellion

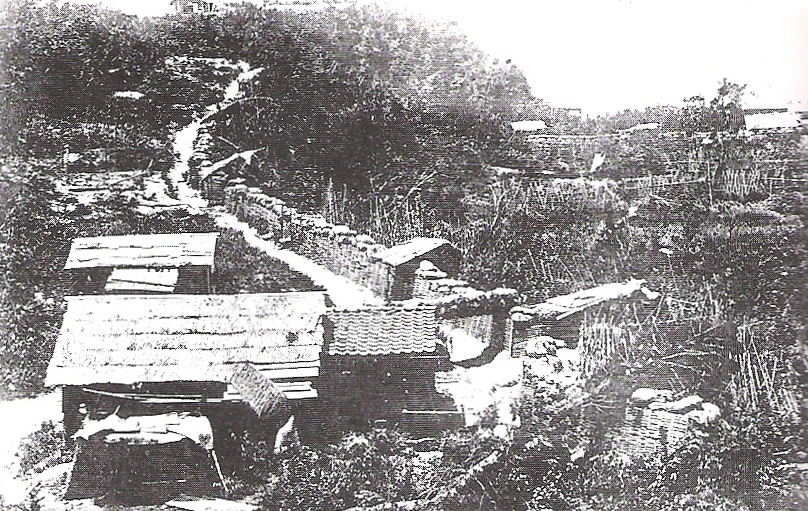
Befestigungen am Berg Shiroyama

Die Satsuma-Rebellion (japanisch 西南戦争 Seinan Sensō, deutsch ‚südwestlicher Krieg‘) war eine Revolte der Samurai der Provinz Satsuma gegen die Meiji-Regierung im Jahr 1877. Es war der letzte und größte einer Reihe von Aufständen gegen die neue Regierung.

## Hintergrund
Im Zuge der Meiji-Restauration waren nicht nur das feudale Lehenswesen und das Ständesystem aufgehoben worden, der Kriegerstand hatte auch sein traditionelles Vorrecht, Schwerter tragen zu dürfen, sowie seine von der Regierung gezahlten Bezüge verloren. Auch der traditionelle Haarknoten der Samurai – ein weiteres Statussymbol – war verboten worden. Gleichzeitig wurde 1873 die allgemeine Wehrpflicht eingeführt.
Um ein Ventil für die daraus resultierende Unzufriedenheit vieler ehemaliger Samurai zu schaffen, sprach sich ein Teil der Meiji-Regierung um Saigō Takamori für eine Strafexpedition gegen Korea aus. Als jedoch nach der Rückkehr von Iwakura Tomomi die Entscheidung gegen eine solche Unternehmung fiel, trat Saigō zusammen mit Itagaki Taisuke und Etō Shimpei unter Protest aus der Regierung aus. Saigō kehrte nach Kagoshima zurück, wo er eine private Militärschule gründete, in der neben den chinesischen Klassikern und den Traditionen des Bushidō auch Taktik und der Umgang mit Waffen gelehrt wurden. Die regionale Unterstützung für Saigō war so groß, dass die Präfektur Kagoshima keine Steuern mehr nach Tokio weiterleitete und damit faktisch von der Zentralregierung abgefallen war. Die Ursachen dafür stammten noch aus der Zeit des Tokugawa-Shogunats, unter anderem kontrollierte die Daimyo-Familie Shimazu über ihren Einfluss in Okinawa einen Teil des China-Handels.

## Verlauf
Im Januar 1877 schickte die japanische Regierung eine Marineeinheit nach Kagoshima, der Hauptstadt der Provinz Satsuma, mit dem Auftrag, die Stadt zu entwaffnen. Diese Einheit wurde von Saigōs Männern angegriffen. Im Februar führte Saigō eine Armee von 40.000 Mann bei der Stadt Kumamoto gegen Truppen des kaiserlichen Heeres. Er beging einen strategischen Fehler, indem er die Stadt belagerte, was der japanischen Regierung die Zeit gab, etwa 30.000 Soldaten unter dem Kommando von Kawamura Sumiyoshi heranzuführen.
Die Truppen Saigōs, obwohl auch mit modernen Waffen ausgerüstet, kämpften weitgehend nach traditioneller Manier. Sie waren dennoch recht erfolgreich gegen die mit modernsten westlichen Waffen neu ausgerüsteten Truppen der japanischen Regierung und erlitten nur halb so viele Verluste wie die kaiserlichen Truppen. Dennoch blieben sie zahlenmäßig weit unterlegen. Die Schlacht dauerte sechs Wochen. Von den Anhängern Saigōs überlebten nur 40 Männer.
Die Rebellion wurde schließlich durch die Niederlage von Saigōs Truppen in der Schlacht von Shiroyama am 24. September 1877 beendet. Dabei wurde auch Saigō Takamori getötet. Es war die letzte Schlacht zwischen traditionell bewaffneten Samurai und einer modern ausgerüsteten Armee.
Die Niederschlagung der Rebellion war für die japanische Regierung mit erheblichen finanziellen Aufwendungen verbunden. Sie bedeutete den endgültigen Sieg der modernisierenden Kräfte über die Anhänger alter Traditionen in Japan. Saigō Takamori avancierte im Geist des Volkes zu einem tragischen Helden und zwang so die japanische Regierung, seinen Mut Jahrzehnte später anzuerkennen und ihn posthum auszuzeichnen.
- Zeitablauf:
  - Oktober 1873: Ende der Seikanron Debatte zur Invasion Koreas und Beschluss zur Modernisierung der kaiserlichen Armee.
  - im Jahr 1874: Gründung traditioneller Militärakademien von Saigō an 132 Standorten in der Präfektur Kagoshima.
  - Oktober 1876: Shinpūren-Rebellion in der benachbarten Präfektur Kumamoto, Ausdruck der Spannung zwischen kaiserlicher Armee und den Samurai
  - Dezember 1876: Festnahme des kaiserlichen Polizeitrupps unter Nakahara Hisao – unter Folter wird die Aussage eines geplanten Attentats auf Saigō erwirkt
  - Januar 1877: die Reisrationen für die Samurai werden von kaiserlicher Seite eingestellt
  - 30. Januar 1877: ein Kriegsschiff trifft in Kagoshima ein – durch die Provokation schließen sich anfänglich 50 und nachfolgend bis zu 1000 Samuraischüler zusammen und plündern in den folgenden drei Tagen die Arsenale.
  - Februar 1877: Hayashi Tomoyuki vom Innenministerium reist mit dem Kriegsschiff Takao unter Admiral Kawamura Sumiyoshi (ein Cousin Saigōs) nach Kagoshima, wird dort jedoch attackiert.
  - 12. Februar 1877: Rückkehr von Hayashi nach Kobe und Beschluss mit General Yamagata Aritomo und Itō Hirobumi zur Entsendung kaiserlicher Truppen nach Kagoshima.
  - 12. Februar 1877: Saigō und seine Kommandeure Kirino Toshiaki und Shinohara Kunimoto beschließen, mit einem kleinen Trupp nach Tokyo aufzubrechen.
- Kriegsausbruch:
  - 19. Februar 1877: Beginn der Belagerung der Burg Kumamoto – ein Voraustrupp wurde bei Eintreffen am 19. von der Festung aus beschossen, durch zahlreiche Überläufer und weiteren Zulauf von Samurai wächst Saigōs Armee auf rund 20.000 Mann an.
  - 9. März 1877: Saigō, Kirino und Shinohara werden ihrer kaiserlichen Titel enthoben.
  - 12. April 1877: die eintreffenden kaiserlichen Truppen unter General Kuroda Kiyotaka und General Yamakawa Hiroshi, zahlenmäßig überlegen, zwingen Saigō zum Rückzug.
  - 19. April 1877: in einem siebentägigen Gewaltmarsch führt Saigō die Truppen in eine Verteidigungsposition bei Hitoyoshi. Die kaiserlichen Truppen warten weitere Verstärkung ab und setzen erst mehrere Wochen später nach.
  - im Juni/Juli 1877: die kaiserlichen Truppen erzwingen den Rückzug nach Miyazaki, im hügeligen Gelände dorthin wenden Saigōs Truppen Guerillataktiken an.
  - 24. Juli 1877: nach der Einnahme von Miyazaki muss auch Miyakonojō aufgegeben werden. Die kaiserlichen Truppen treiben Saigō nach Norden bis Nobeoka.
  - 19. August 1877: neue kaiserliche Truppen treffen über Ōita und Saiki von Norden ein. Mit einer Übermacht von 7:1 können sie Saigōs Truppen am Berg Enodake zum entscheidenden Gefecht stellen; diese werden fast vollständig aufgerieben.
  - 1. September 1877: Saigō selbst entkommt mit etwa 500 überlebenden Kriegern und verschanzt sich auf dem Shiroyama (Schlossberg) im heimatlichen Kagoshima.
  - 24. September 1877: Yamagata greift nicht unmittelbar an, sondern zieht alle verfügbaren Truppen zusammen. In Überzahl 60:1 und nach tagelangem Artilleriefeuer von fünf Kanonenbooten auf den Berg wird am 24. schließlich der Frontalangriff im Morgengrauen befohlen.
  - 24. September 1877: Saigō stirbt im Kugelhagel und um 6:00 Uhr brechen die letzten 40 Samurai mit gezogenem Schwert zu einem letzten selbstmörderischen Angriff aus.